# Bori (Szlovákia)

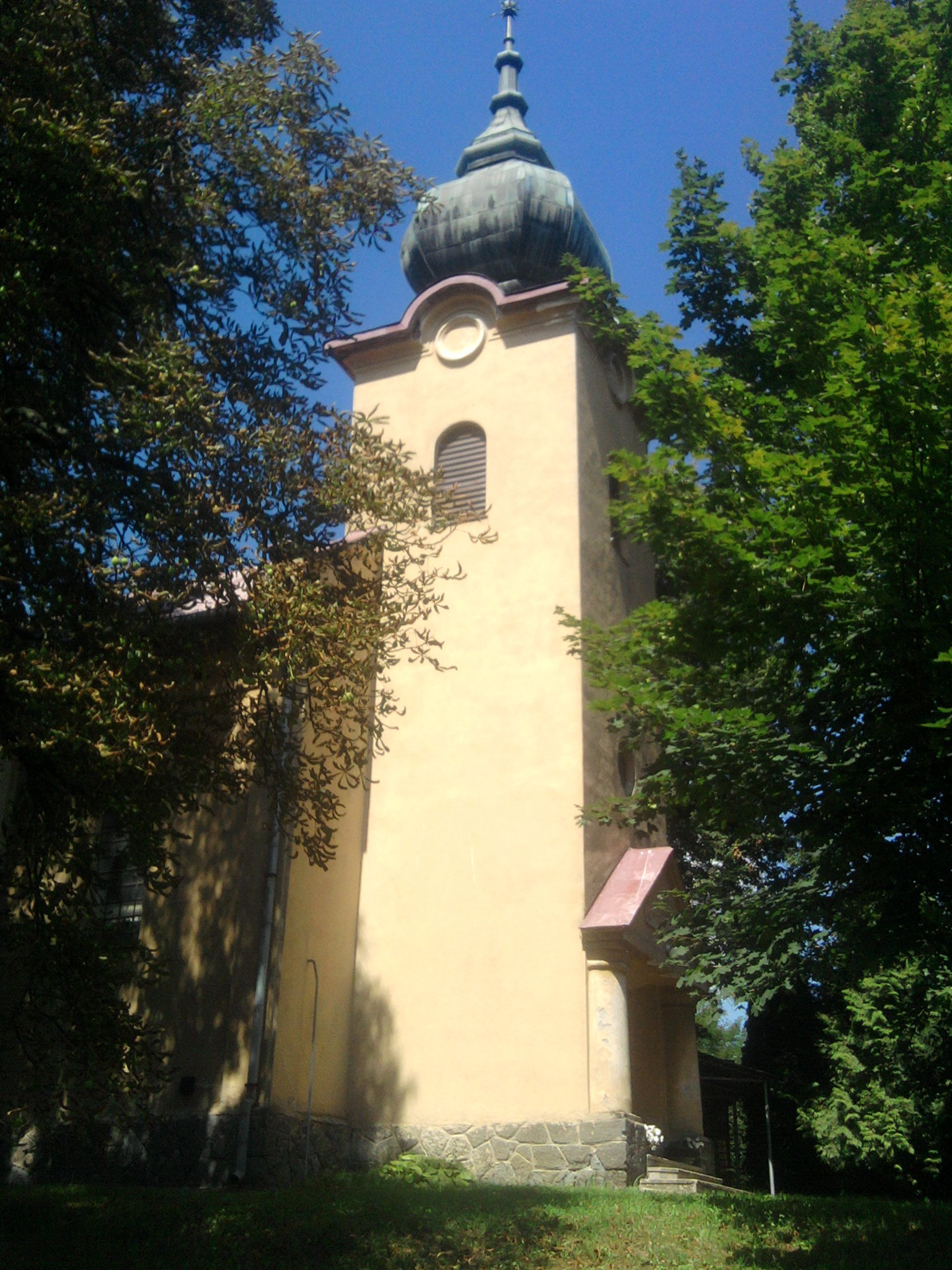
Református templom

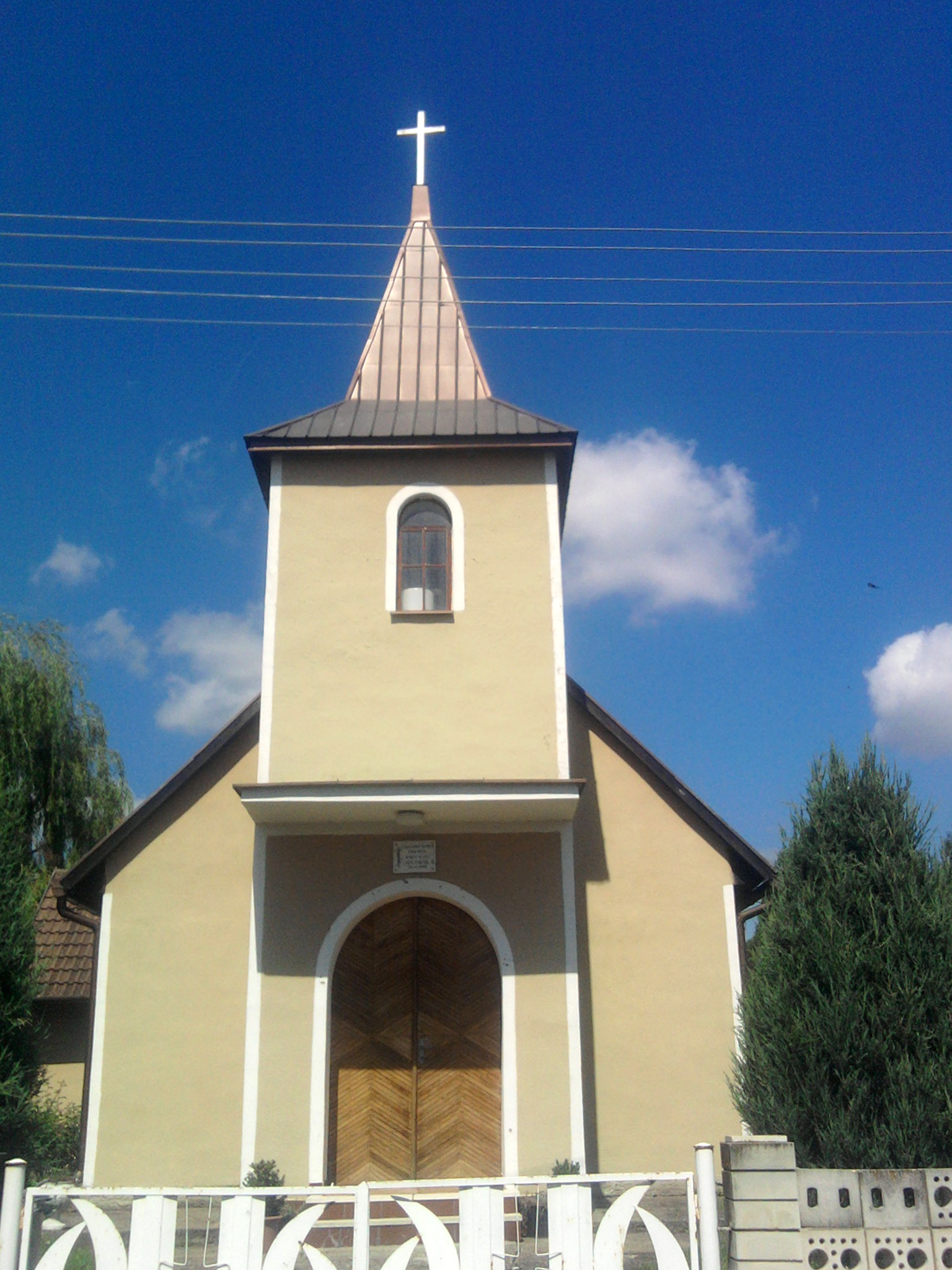
Katolikus templom

Bori (szlovákul Bory) község Szlovákiában, a Nyitrai kerület Lévai járásában.

## Fekvése
Lévától 12 km-re délkeletre, a Búr-patak partján található.

## Története
A falu egykor királyi birtok volt, melyet Szent László király sógorának, a Hontpázmány nembeli Lampert comesnek adott. Írott forrásban 1135-ben „Bory" alakban említik először, amikor birtokosa a bori határrészen három eke földet a bozóki premontrei apátságnak adományozott. Ősi birtokosa a Bory család volt, későbbi birtokosai Mohácsig a Borfői, Tarjány, Szúdy családok voltak. A 16. századtól a Libády, majd a Pomori és Dalotti családok a főbb birtokosai. A községben a reformációnak ősi gyökerei vannak. A község református lelkipásztora, Körmendy György hitéért gályarabságot is szenvedett, emléktáblája a templom falán áll. A nagy üldöztetés után Bori egyike volt annak a hét református gyülekezetnek, amely Hont vármegyében megmaradhatott. Később a református magyar lakosság megfogyatkozott és egyre több katolikus szlovák települt a községbe.
A 18. század végén Vályi András így ír róla: „BORI. Tót falu Hont Vármegyében, birtokosai Bory Urak, fekszik Nádasnak szomszédságában, mellynek filiája, határja, ’s vagyonnyai is középszerűek lévén, második Osztálybéli."
1828-ban 61 házában 368 lakos élt, akik mezőgazdasággal, állattartással foglalkoztak.
A 19. század közepén Fényes Elek eképpen írja le: „Bori, magyar falu, Hont vgyében, ut. p. Lévához 1 1/2 mfd., 150 kath., 28 evang., 183 ref. lak. Ref. anyaekklézsia. – Földjei rétjei igen jók, sok marhát, juhot nevel. F. u. Bory nemzetség."
Borovszky monográfiasorozatának Gömör-Kishont vármegyét tárgyaló része szerint: „Bori, azelőtt Boór, magyar kisközség a Búr patak mentén, 73 házzal és 383 ev. ref. vallású lakossal; vasúti állomása és távirója Léva, postája Szántó. Egykor kuriális nemes helység, honnan a Bory család más vármegyékbe is elszármazott. Hajdan három falu része volt, úgymind Árnyék-, Mogyorós- és Beke-Bori. Első okleveles említését 1263-ban találjuk; érdekesebb följegyzésre azonban 1275-ben akadunk, a midőn IV. László király az Ottokár cseh király ellen vívott csatákban tanúsított vitézségért Márton fiának, Miklósnak, az elpusztult Bwrry (Buri) földjét adományozta. Ebben az adománylevélben a következő határok szabják meg a birtok területét: Borfői Mikus földe, Golvágfő, Monorosvég és Monoros-patak. 1330-ban újabb okleveles nyomára akadunk a községnek, a mikor a sági konvent előtt Bory Noyssa fiai és Bory Pető egyezségre lépnek egymással. A XVI. században a Libárdy családnak volt itt birtoka, mely családból volt Szondy drégelyi két apródjának egyike. 1629-ben része volt itt a Pomoti családnak is. Az ősi Bory családot még a múlt század elején is uralta a falu, mígnem a század dereka táján a nemes község váltotta magához a birtokot. Jelenleg Dalotti Aladárnak van itt nagyobb birtoka. A falu határában meleg forrás van, melyet a nép bori buzgónak nevezett el. Bori községhez tartozik a Ráró-major."
A trianoni békeszerződésig Hont vármegye Báti járásához tartozott. 1938 és 1945 között újra Magyarország része.

## Népessége
| Év:            | 1994. | 2004.   | 2014.   | 2024.   |
| -------------- | ----- | ------- | ------- | ------- |
| Emberek száma: | 326   | 324     | 316     | 307     |
| Eltérés:       |       | -0,61 % | -2,46 % | -2,84 % |

| Év:            | 2023. | 2024.   |
| -------------- | ----- | ------- |
| Emberek száma: | 315   | 307     |
| Eltérés:       |       | -2,53 % |

1880-ban 382 lakosából 285 magyar és 80 szlovák anyanyelvű volt.
1890-ben 375 lakosából 286 magyar és 77 szlovák anyanyelvű volt.
1900-ban 405 lakosából 333 magyar és 59 szlovák anyanyelvű volt.
1910-ben 362 lakosából 312 magyar és 50 szlovák anyanyelvű volt. Ebből 222 református, 111 római katolikus, 24 evangélikus és 5 izraelita vallású volt.
1921-ben 372 lakosából 321 magyar és 48 csehszlovák volt.
1930-ban 463 lakosából 370 magyar és 67 csehszlovák volt.
1941-ben 427 lakosából 408 magyar és 18 szlovák volt.
A második világháború utáni kitelepítések következtében a lakosság aránya mára megfordult és már a szlovákok vannak többségben.
1991-ben 333 lakosából 174 magyar és 158 szlovák volt.
2001-ben 333 lakosából 180 szlovák és 152 magyar volt.
2011-ben 313 lakosából 210 szlovák és 99 magyar volt. Ebből 151 római katolikus, 92 református és 30 evangélikus vallású.
2021-ben 321 lakosából 228 (+3) szlovák, 81 (+8) magyar, 2 egyéb és 10 ismeretlen nemzetiségű volt.

## Nevezetességei
- Református temploma a 17. században, a régi templom alapjain épült. Tornyát 1857-ben építették.
- A Bory-kastély a 19. században épült klasszicista stílusban.
- Borospincéi közül különösen a 17. századból származó Lestár-pince nevezetes, mely a hagyomány szerint egykor a török elleni menedékül is szolgált.
- Szent Teréz tiszteletére szentelt római katolikus temploma 2002-ben létesült.

## Neves személyek
- A hagyomány szerint a faluból származott Drégely hős kapitányának, Szondy Györgynek egyik apródja.
- Itt született 1760-ban Bánhorváthi János református lelkész.
- Itt született 1914. november 10-én Horváth Zsigmond református püspök.
- Itt született 1920-ban Erdei László filozófus, logikus, egyetemi tanár, az első magyarországi logikatanszék létrehozója és vezetője, szerkesztő.
- Körmendy György, a falu református lelkésze hitéért gályarabságot szenvedett.
- Szúdy József 1848-as honvédnek a falu történetére vonatkozó fontos feljegyzései maradtak fenn.